# 小行星9527
小行星9527（英語：9527）是一颗围绕太阳公转的小行星。1981年3月3日，舒爾特·巴斯在赛丁泉山发现了此天体。
这颗小行星的绝对星等为164.92044等。